# キセノン133
キセノン133 (Xenon-133・133Xe) とは、キセノンの同位体の1つ。

## 概要
133Xeはキセノンの主要な放射性同位体の1つである。133Xeは5.248日の半減期をもち、ベータ崩壊によって427keVのエネルギーを放出し、安定同位体である133Csに崩壊する。
{\displaystyle \mathrm {^{133}_{\ 54}Xe\ {\xrightarrow[{5.248\ days}]{\beta ^{-}}}\ _{\ 55}^{133}Cs} }
133Xeは、一部の長寿命の半減期を持つと推定されている安定同位体を除けば、127Xeの36.35日、131mXeの11.9日に次いで半減期の長い放射性同位体である。また、133Xeには核異性体の133mXeがあり、2.2日の半減期をもって核異性体転移をして133Xeになる。また、核分裂生成物の1つである133Iは半減期21時間のベータ崩壊によって133Xeになる。
133Xeは通常自然界には存在しない同位体であるが、後述するとおり人為的な行動によって大気中に極微量含まれていることがある。

## 核分裂との関連

核燃料として燃えた際の^{233}U、^{235}U、^{239}Puの核分裂生成物の収率のグラフ。^{133}Xeは^{235}Uおよび^{239}Puの熱中性子における核分裂では^{133}Csと共に最も生じやすい核種である。

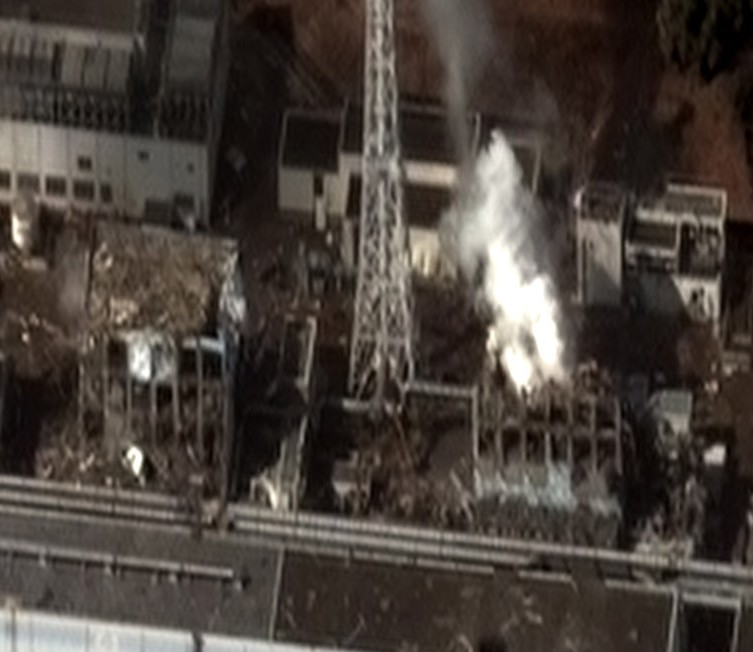
^{133}Xeは核分裂反応で生じる主要な核種であり、原子力事故の際に放出される放射性物質のかなりの量を占める。

133Xeは原子力発電所や核兵器における核分裂反応をする核燃料である235Uや239Puの主要な核分裂生成物である。核分裂反応の条件によって生じる核種の種類や割合には若干の差が生ずるが、133Xeは137Csや131Iと同じくらい圧倒的な量が生成され、しかもキセノンは希ガスのためにほとんど化学反応をせず、単原子分子のために狭い隙間も通り抜けて大気中に容易に放出・拡散する。また、半減期が若干長いため時間が経っても残りやすく、原子力事故や核実験の際には測定の対象となりやすい核種である。
例えば、福島第一原子力発電所事故の際には、原子力安全・保安院の推定で1.1×1019Bq、NILUのA. Stohlらの推定では1.24×1019Bq、ZAMGの推定で1.67×1019Bqもの133Xeが放出されたと推定されている。133Xeは風によって数日で世界中へと拡散した。このように多量に放出・拡散されやすい133Xeであるが、原子力事故の際に放射性物質による汚染や内部被曝などの影響を考慮する核種に133Xeは挙げられない。それは、133Xeが希ガスとしての性質を持つため、137Cs、131I、90Srなどのような核種とは異なり、体内に蓄積しにくいためである。
|                                | ×1017Bq |
| ------------------------------ | ------- |
| 福島第一原子力発電所事故       | 110     |
| チェルノブイリ原子力発電所事故 | 65      |
| 広島市への原子爆弾投下         | 1.4     |
| ウィンズケール原子炉火災事故   | 1.2     |

| 核種  | ×1015Bq |
| ----- | ------- |
| 137Cs | 15      |
| 133Xe | 11000   |
| 134Cs | 18      |
| 131I  | 160     |
| 90Sr  | 0.14    |
| 132Te | 88      |

また、北朝鮮のような一部の国に対して、核実験を行ったかどうかの監視に135Xeと共に測定対象となっている。2013年の北朝鮮の核実験では、当初はもれ出た放射性物質の検出がされなかったが、実験から55日後に包括的核実験禁止条約機関が日本の高崎市およびロシアのウスリースクに設置した検出器で、非常に微量であるが北朝鮮の核実験由来と推定される133Xeと131mXeを検出している。その同位体比は実験から検出日までの日時と一致するものであった。核兵器では燃料にウランとプルトニウムのどちらを用いるかによって若干放射性同位体の割合が変化し、その割合も良く知られているため、検出された133Xeと135Xeの量から、間接的にどの種類の核兵器を用いたかを推定する事が出来る。

## 医学的用途
133Xeは主に81.0keVのガンマ線を放出するため、肺の換気機能や脳血流の機能をシンチグラフィ化するための検査用吸引ガスとして用いられる。肺から吸引した場合、体内を循環した133Xeの95%が肺から体外へと抜け出る。また、健常者5例による3.70×108Bqの133Xeの吸入における空気による洗い出しの生物学的半減期は平均21秒である。先述の通り133Xeは原子力発電所で大量に生成されるため、この用途のために原子炉から回収されている。